# 2×2 (مسلسل)
مسلسل 2×2 هو مسلسل كوميدي سوري إنتاج عام 2001

## قصة المسلسل
تدور أحداث المسلسل حول شخصين الأول فقير عدنان والثاني غني أمجد منفصلين لا يعرف أحد منهما الآخر يواجهان مواقف وأحداث متشابهة وتتم عملية المقارنة بينهما في سياق درامي كوميدي.

## أبطال العمل
أيمن رضا
عدنان
باسم ياخور
أمجد
ليلى سمور
صفاء
حسام تحسين بيك
حسام
لينا حوارنة
سهير
سامية الجزائري
وفاء
حسن عويتي
وسيم
وفاء الموصللي
نظيرة
شكران مرتجى
لينا
مصطفى دياب
كنجو(أبو خليل)